# 부랴티야 공화국
부랴티야 공화국(부랴트어: Буряад Улас 부랴트 울라스 [bʊˈrʲɑːt ʊˈlɑs], 러시아어: Респу́блика Буря́тия 레스푸블리카 부랴티야[*])은 러시아의 공화국이다. 수도는 울란우데이다. 몽골처럼 소욤보 인장이 새겨져있다.

## 지리
부랴트는 시베리아의 남중부에 위치해 있고 바이칼호가 위치해 있다.
- 면적: 351,300 km2.
- 위치:
  - 접한지역: 이르쿠츠크주(서쪽/남서쪽/북쪽), 자바이칼 변경주(남동쪽/동쪽/남쪽), 투바 공화국(서쪽)
  - 접한 국가: 몽골(남쪽/남동쪽)
- 최고점: 뭉쿠사르딕산(3,491 m)

### 시간대
이르쿠츠크 시간(IRKT)에 위치해 있다. UTC와의 시차는 +0900 (IRKT)이다.

### 강
- 바르구진강
- 이르쿠츠크강
- 키토이강
- 오카강
- 셀렝가강
- 우다강
- 비팀강

### 호수
바이칼호가 위치해 있다.

### 기후
- 1월 기후: -22 °C
- 7월 기후: +18 °C
- 강수량: 244 mm

## 행정 구역
참조: 부랴티야 공화국의 행정 구역

### 도시
- 바부시킨
- 구시노오죠르스크
- 자카멘스크
- 캬흐타
- 세베로바이칼스크
- 울란우데

### 군
- 바르구진스키군
- 바운토프스키군
- 비추르스키군
- 지딘스키군
- 예라브닌스키군
- 자이그라예프스키군
- 자카멘스키군
- 이볼긴스키군
- 카반스키군
- 키진긴스키군
- 쿠룸칸스키군
- 캬흐틴스키군
- 무이스키군
- 무호르시비르스키군
- 오킨스키군
- 프리바이칼스키군
- 세베로바이칼스키군
- 셀렌긴스키군
- 타르바가타이스키군
- 툰킨스키군
- 호린스키군

## 주민
1989년의 조사 기준, 주민은 러시아인(69.9%), 부랴트인(24%), 우크라이나인(2.2%), 타타르인과 몽골인(1%), 벨라루스인(0.5%), 유대인(0.06%), 기타(2.5%, 거의 대부분이 에벤키인, 독일인, 투바인)이다.
| 연도                | 인구      | ±%     |
| ------------------- | --------- | ------ |
| 1926                | 388,900   | —      |
| 1939                | 545,766   | +40.3% |
| 1959                | 673,326   | +23.4% |
| 1970                | 812,251   | +20.6% |
| 1979                | 900,812   | +10.9% |
| 1989                | 1,041,119 | +15.6% |
| 2002                | 981,238   | −5.8%  |
| 2010                | 972,021   | −0.9%  |
| 2021                | 978,588   | +0.7%  |
| Source: Census data |           |        |

## 역사
본래 몽골계의 부랴트인이 살던 곳을 17세기 중엽에 러시아인들이 식민지로 개척했다. 1923년 5월 30일에 부랴트-몽골 소비에트 사회주의 자치공화국이란 이름으로 러시아 소비에트 연방 사회주의 공화국의 일부가 되었다. 1958년까지는 부랴트 소비에트 사회주의 자치공화국이었다. 1992년에 부랴트 소비에트 사회주의 자치공화국은 부랴트 공화국으로 승격되었다.

## 같이 보기
- 부랴트 국립 대학교
- 부랴트 소비에트 사회주의 자치공화국